# Rue Henri-Barbusse (Marseille)
Pour les articles homonymes, voir Rue Henri-Barbusse.
La rue Henri-Barbusse est une voie marseillaise située dans le 1er arrondissement de Marseille. 

## Situation et accès
Elle démarre à l’intersection avec la rue Reine-Élisabeth et la rue du Docteur-Denis-Avérinos, non loin du Vieux Port. Elle entame ensuite une légère montée et se termine à la place de l’Hôtel des Postes où se croisent la rue du Colonel-Jean-Baptiste-Pétré, la rue Neuve-Saint-Martin, la rue Colbert et la rue Sainte-Barbe. Cette dernière la prolonge jusqu’à la place Jules-Guesde.
Elle est desservie par de nombreuses lignes de bus de la RTM en provenance ou en direction du Centre Bourse.

## Origine du nom
La rue doit son nom à Henri Barbusse (1873-1935), écrivain français.

## Historique
La rue est classée dans la voirie de Marseille le 28 avril 1855.
Elle prend son nom actuel par délibération du conseil municipal en date du 27 juillet 1946. Elle s’appelait « rue de l’Égalité » sous la Révolution, puis « rue des Nobles » ainsi que « rue Belsunce ».

## Bâtiments remarquables et lieux de mémoire
- Au numéro 2 se trouvent le musée d'histoire de Marseille, le jardin des Vestiges ainsi que le World Trade Center Marseille Provence.
- À l’angle avec la rue Colbert se trouve l’hôtel des Postes de Marseille, aussi appelée Poste Colbert.